# Julian Mavunga
Julian Tawanda Mavunga (Harare, 24 gennaio 1990) è un cestista zimbabwese con cittadinanza statunitense.

## Carriera
Prodotto dei Miami Redhawks si dichiara eleggibile dopo quattro anni di college per il Draft NBA 2012, ma non viene scelto.
Nell'estate 2012 si trasferisce quindi in Europa e firma un contratto con l'Angelico Biella.

## Palmarès
- Lega Balcanica: 1

Pristina: 2014-15